# Desertasöarna
Desertasöarna (portugisiska: Ilhas Desertas) är en obebodd ögrupp i Atlanten omkring  25 kilometer sydost om den portugisiska ön Madeira. Öarna och havet ned till 100 meters djup utsågs till naturreservat år 1990. Det krävs tillstånd för att besöka öarna.
Ögruppen består av tre namngivna öar där 
Chão är den nordligaste och minsta. Den består av en platt, omkring 50 hektar stor, högplatå 100 meter över havet. Kaspisk trut häckar på ön som har ett relativt rikt växtliv sedan de getter och kaniner som tidigare fanns här dog ut i början och mitten av 1900-talet. 

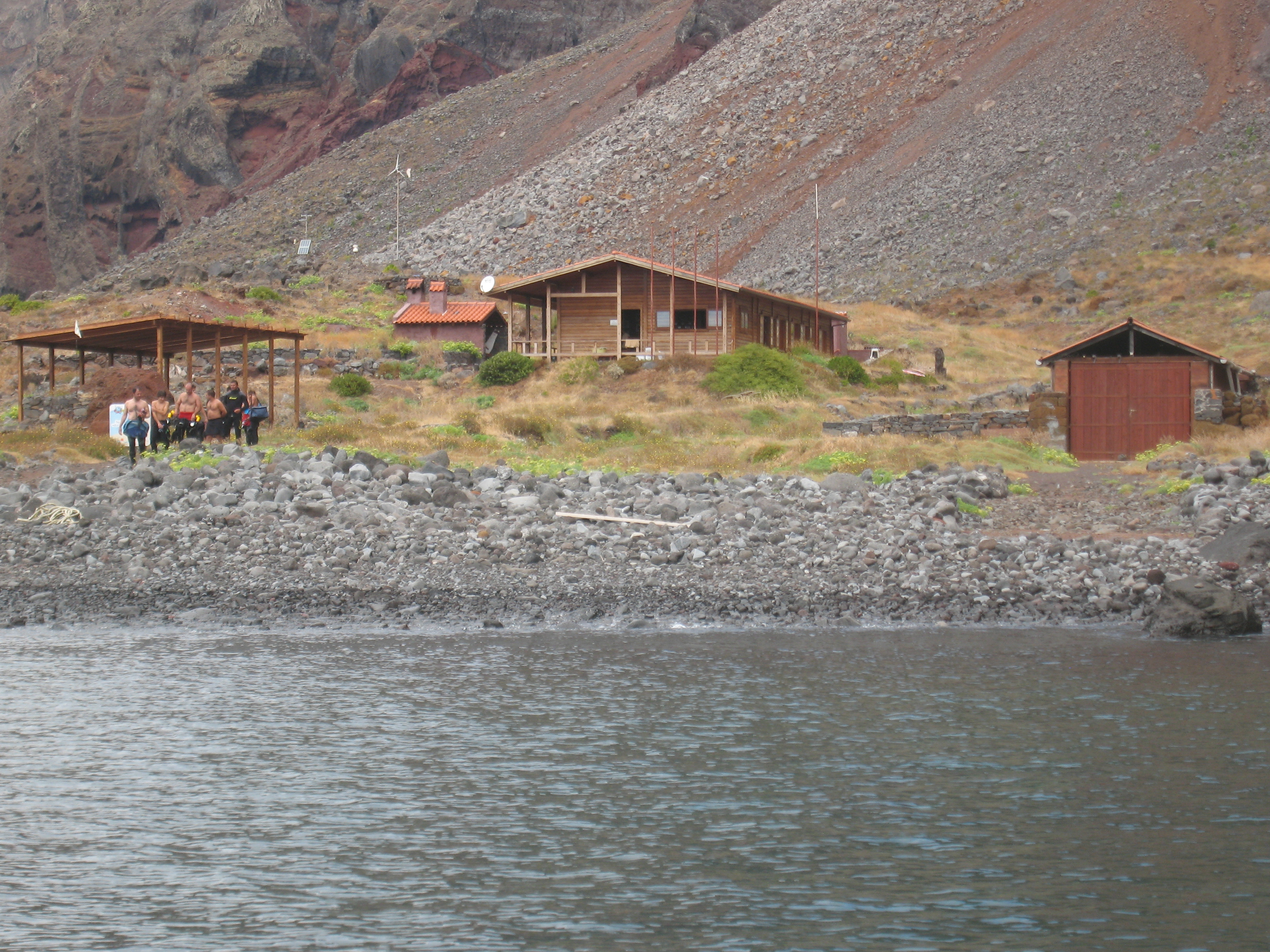
Forskningsstationen på Deserta Grande.

Deserta Grande är den största ön med en yta på omkring 10 kvadratkilometer. Den är 11 kilometer lång och bergig och den högsta punkten ligger 479 meter över havet. Öns sötvatten kommer från en liten källa i en grotta. Växtligheten är hårt betad av getter och kaniner från tidigare bosättningar men situationen har förbättrats genom sanering sedan 1990-talet. På Deserta Grande finns en endemisk spindelart, Hogna ingens, som kan bli upp till 8 centimeter stor.
Bugio är den sydligaste av Desertasöarna. Den är 7,5 kilometer lång och 700 meter bred och har en yta på 3,3 kvadratkilometer. Den delas av en fjällkedja vars högsta punkt ligger  348 meter över havet. Växterna betas hårt av getter av en gammal ras som kom hit från Kanarieöarna 1489 och nu skyddas. Eftersom det inte finns sötvatten på Burgio klarar de sig på saltvatten.  Desertaspetrell (Pterodroma deserta) är endemisk på Bugio.
Omkring 30 individer av den starkt hotade munksälen (Monachus monachus) lever på Desertasöarna.